# 麻田直養
麻田 直養（あさだ なおもと、生没年不詳）は、江戸時代後期の土佐藩の武士。土佐一番の剣豪と言われた小野派一刀流（中西派）の剣術師範。通称は麻田勘七。

## 来歴
- 土佐藩士（上士・馬廻格）麻田利太夫の次男として高知城下に生まれる。
- 江戸で鏡心明智流の桃井春蔵直雄（3代目）に剣術を学び、また千頭伝四郎に小野派一刀流を学び、その奥義を究めて高知城下鷹匠町に、小野派一刀流の剣術道場を開く。
- 土佐藩校 致道館の剣術指南役に推挙され、多くの土佐藩士が門弟となった。

## 麻田直養の門下生
- 武市瑞山（土佐勤王党の領袖）
- 佐々木高行（上士勤皇派の重鎮）
- 毛利荒次郎（土佐藩剣術指南役・上士勤皇派）
- 岡田以蔵（土佐藩足軽）
- 島村衛吉（山崎雄介）
- 久松喜代馬
- 馬場来八（馬場辰猪の父）

## 家族
- 父：麻田利太夫
  - 本人：麻田直養（勘七）
    - 嫡男：麻田文照（述作）